# シュテインス (小惑星)
シュテインス (2867 Šteins) は、小惑星帯に存在する小さな小惑星の1つである。1969年にニコライ・チェルヌイフによって発見され、ラトビアの天文学者のカールリス・シュテインスに因んで命名された。

## 探査
2005年8月にヨーロッパ南天天文台で行われた観測によれば、シュテインスは直径約 4.6 kmのE型小惑星である。このE型小惑星は珍しく、2010年現在、太陽系の中で数十個しか知られていない。また、2006年3月に無人探査機ロゼッタによって撮影された。この際のロゼッタとシュテインスの距離は、約1.59 × 108 kmであった。この撮影によって得られたシュテインスの光度曲線の分析結果により、シュテインスの自転周期はおよそ6時間で、不規則な形状をしており、衛星は持たないと推定された。さらにロゼッタは2008年9月5日に、シュテインスに803 kmまで接近し、フライバイによる科学調査を実施した。なお、この際のシュテインスとの相対速度は8.6 (km/秒)であった。これによってシュテインスの表面の約6割の詳細画像が得られた。この際に撮影された画像によって、シュテインスには尖った箇所が存在した上に、アルベドが比較的高いため、その形状はブリリアントカットを施したダイヤモンドに喩えられた。なお、シュテインスの表面には、そのサイズに比して大きな直径2.1 kmのクレーターや、一直線状に並んだ7個のクレーターなどが発見された。さらに、その後の画像の分析などから、ラブルパイル構造である事、YORP効果によって現在の形状が形成された事、シュテインスは逆行自転している事などが発表された。
なお、ロゼッタがチュリュモフ・ゲラシメンコ彗星へと向かう途中に接近した2つの小惑星のうちの1つ目がシュテインスである。参考までに、もう1つは2010年に接近したルテティアである。

## 地形
2012年5月11日に国際天文学連合惑星システム命名ワーキンググループにより、命名された地名が発表された。シュテインスに見られた平坦な地域は、発見者にちなみ「チェルヌイフ地域」と命名された。またクレーターは、シュテインスがブリリアントカットを施したダイヤモンドのような形状をしていたため、宝石にちなみ命名された。
なお、ロゼッタがフライバイした際に、シュテインスの表面で詳細を撮影できた範囲は約6割である。この画像で、シュテインスの南極側には、直径2.1 kmのクレーターが存在した事が判明した。これが今回撮影できた範囲で発見された最大のクレーターであり、このクレーターは「ダイヤモンド」と命名された。

## 地形一覧

### 地域
シュテインスの地域の名は、シュテインスの発見者に由来する。
| 地名                              | 由来                   |
| --------------------------------- | ---------------------- |
| チェルヌイフ地域 (Chernykh Regio) | ニコライ・チェルヌイフ |

### クレーター
シュテインスのクレーターの名称は、様々な宝石の種類の呼称に由来する。
| 地名                             | 由来               |
| -------------------------------- | ------------------ |
| アゲート (Agate)                 | 瑪瑙               |
| アレキサンドライト (Alexandrite) | アレキサンドライト |
| アルマンディン (Almandine)       | 鉄礬柘榴石         |
| アマゾナイト (Amazonite)         | 天河石             |
| アメシスト (Amethyst)            | アメシスト         |
| アクアマリン (Aquamarine)        | アクアマリン       |
| クリソベリル (Chrysoberyl)       | 金緑石             |
| シトリン (Citrine)               | 黄水晶             |
| ダイヤモンド (Diamond)           | ダイヤモンド       |
| エメラルド (Emerald)             | エメラルド         |
| ガーネット (Garnet)              | 柘榴石             |
| ジェイド (Jade)                  | 翡翠               |
| ラピス (Lapis)                   | ラピスラズリ       |
| マラカイト (Malachite)           | 孔雀石             |
| オブシディアン (Obsidian)        | 黒曜石             |
| オニキス (Onyx)                  | 縞瑪瑙             |
| オパール (Opal)                  | オパール           |
| ペリドット (Peridot)             | ペリドット         |
| サファイア (Sapphire)            | サファイア         |
| トパーズ (Topaz)                 | トパーズ           |
| トルマリン (Tourmaline)          | 電気石             |
| ターコイズ (Turquoise)           | トルコ石           |
| ジルコン (Zircon)                | ジルコン           |